# Pomnik Bogdana Jańskiego w Poznaniu
Pomnik Bogdana Jańskiego – obelisk ku czci Bogdana Jańskiego, założyciela Zgromadzenia Zmartwychwstańców, który zlokalizowany był w Poznaniu na Smochowicach, przy ul. Santockiej, naprzeciw kościoła Imienia Maryi, prowadzonego przez Zmartwychwstańców, odsłonięty w 1982, zlikwidowany w 2016 w trakcie remontu parkingu przed kościołem.
Pomnik autorstwa A. Andrzejewskiego miał formę wysokiego obelisku z betonu, obłożonego płytami piaskowcowymi z użyciem otoczaków, na którego szczycie znajdowało się betonowe popiersie Bogdana Jańskiego. Na wysokości około 2 metrów umieszczona była tablica pamiątkowa o treści: Bogdan Jański / 1807-1840 / Założyciel Zgromadzenia / Zmartwychwstańców. Otoczenie obiektu stanowił skwer, w tym stare drzewa.